# Djuphavsslätt

Djuphavsslätt är platta, relativt plana, och ofta väldigt stora havsbottnar utanför kontinentalsockeln, som ligger runt 4000 meters djup. Temperaturen på detta djup brukar uppgå till 4 grader Celsius. På grund av avsaknaden av plankton har andra djur svårt att leva här.
Slätterna genomkorsas av de mittoceaniska ryggarna och de omgivande sedimentlagren innehåller många olika sorters mineraler, även om man inte har funnit ett ekonomiskt sätt att utvinna mineralerna dess botten.